# Župeča vas
Župeča vas (nemško Supetschendorf) je naselje v Občini Brežice. Leži na Dolenjskem na desnem bregu reke Krke, vzhodno od Cerkelj ob Krki. Danes je naselje del Posavske statistične regije.
Župeča vas se v pisnih virih prvič omenja okrog leta 1350 kot Suppistorf, julija 1351 kot Suppendorff (in nato še enkrat kot 1445) in nato leta 1472 kot Suppisdorff.:1824, 1825
Vzhodno od naselja so na arheološkem nahajališču sv. Aleksandra odkrili rimskodobne stavbene ostanke. Nahajlišče je poimenovano po nekdanji cerkvi sv. Aleksandra, ki je bila prvič omenjena leta 1274; vendar je propadla že do časa Valvasorja. Najdišče meri 6,3 ha.